# Men med åbne øjne
Liden Sol er det fjerde studiealbum fra den danske sangerinde Helene Blum. Det blev udgivet den 26. januar 2013.
Sangene er fortolkninger af litteratur og sange skrevet af H.C. Andersen, Jeppe Aakjær, Viggo Stuckenberg, Sophus Claussen og Kim Larsen.
Musikmagasinet GAFFA gav albummet fire ud af seks stjerner og roste særligt samspillet mellem Blum og hendes mand Harald Haugaard som medvirker på albummet. Anmelderen fra Lydtapet.net var anderledes kritisk, og skrev at " uanset hvor dygtig en sangerinde Helen Blum" så var albummet "ganske enkelt for pænt og tordnende ufarligt." Q bragte en positiv anmeldelse og skrev bl.a. at Blum "synger ... fantastisk" og at selvom de allerbedste var at høre Blum live, så vil det at lytte til "hendes album [være] det næstbedste."

## Spor
1. "Du Som Har Levet" - 3:16
2. "Når Først Vi Har Sagt Farvel" - 5:13
3. "Isfuglens Skrig" - 4:30
4. "Læber Åbnes" - 2:48
5. "I Marts" Sophus Claussen - 3:57
6. "Hjertet Ved" - 4:12
7. "Gådevisen" - 4:27
8. "Syrenprinsessen" Kim Larsen - 3:38
9. "Storken" - 3:41
10. "Høst" - 3:21
11. "Jeg Sover Men Mit Hjerte Våger" Poul Borum, Poul Borum - 2:32

## Medvirkende
- Helene Blum - vokal
- Harald Haugaard - violin
- Rasmus Zeeberg - guitar, mandolin
- Sune Hansbæk - guitar
- Kirstine Elise Pedersen - cello
- Tapana Varis - kontrabas, jødeharpe
- Torben Sminge - flygelhorn
- Sune Rahbek - percussion